# Städtisches Lindengymnasium Gummersbach
Das Städtische Lindengymnasium Gummersbach ist ein Gymnasium im Stadtzentrum von Gummersbach.

## Geschichte

### Vorgängerschulen
Das Städtische Lindengymnasium Gummersbach entstand zum Schuljahr 2014/2015 durch Fusion des Gymnasiums Moltkestraße Gummersbach und des Gymnasiums Grotenbach Gummersbach. 

### Gymnasium Moltkestraße Gummersbach
Das Gymnasium Moltkestraße Gummersbach wurde 1764 als Rektoratsschule gegründet. Als vordringliche Aufgabe wurde die Vermittlung einer praxisorientierten Bildung gesehen. Das historische Gebäude von 1903 wurde 1971/72 endgültig abgerissen und das neue Gebäude bezogen. Im Jahr 2004 wurde die Sanierung des Gebäudes fertiggestellt, das zuvor PCB verseucht war. Die zugehörige Aula wurde auch saniert. Im Obergeschoss des Gebäudes wird ein Gedenkfenster ausgestellt, das vom Künstler und damaligem Lehrer Martin Jahn erstellt wurde. Der zuvor genannte Lehrer Martin Jahn, der am Bauhaus in Weimar lernte, lehrte bis 1963 an der Schule.

### Gymnasium Grotenbach Gummersbach
Auch das Gymnasium Grotenbach Gummersbach wurde 1764 als Rektoratsschule gegründet, und zwar unter Federführung des Kaufmanns Johann Peter Heuser. Die Einrichtung stand Jungen wie Mädchen offen. 20 Jahre später wurde 1784 eine öffentliche Töchterschule angegliedert. Nachdem Marie Stiefelhagen 1867 eine private höhere Töchterschule gründete, wurde diese 1889 von der Stadt Gummersbach übernommen. 1921 wurde sie als Lyzeum anerkannt. 1971 wurde das Schulgebäude in der heutigen Form eingeweiht, 2012 wurde das kernsanierte neue Gebäude eingeweiht. Im Schuljahr 2008/09 besuchten 628 Schüler die Sekundarstufe I sowie 290 Schüler die Sekundarstufe II.

### Heutige Schule
Im Jahr 2016 wurde das neue, multifunktionale Mensa-Gebäude fertiggestellt, das neben seiner Hauptfunktion als Mensa auch als Freizeitraum, Kiosk und Veranstaltungsraum genutzt wird. 2018 wurde die Schule von G8 auf G9 umgestellt und führt seit 2023 eine Bündelungsstufe, die, aufgrund der genannten Umstellung, Schülern aus der Region den Eintritt in die Oberstufe ermöglicht. Seit 2021 arbeitet das Lindengymnasium zusätzlich mit digitalen Endgeräten im Unterricht, die von der Schule bereitgestellt werden.

#### Technische Einrichtungen
Das Gymnasium war in allen Fachräumen sowie in einigen Klassenräumen mit interaktiven Whiteboards der Hersteller VS und Promethean ausgestattet. Weiterhin waren Laptops und Terminals verfügbar, welche über den Schulserver betrieben wurden. Außerdem besaß das Gymnasium 16 Lego Mindstorms Roboter mit diversem Zubehör, die im Informatikunterricht, einer Roboter-AG und verschiedenen Projekten und Wettbewerben eingesetzt wurden, und eine gut ausgestattete Tontechnik, die die akustische Betreuung der Schulkonzerte und weiterer Veranstaltungen übernahm.

#### MINT-Arbeit
Seit 2003 bestand ein Kooperationsvertrag mit der Fachhochschule Köln Campus Gummersbach, dieser wurde 2012 erneuert. Den Schülern wurde es z. B. ermöglicht während der Oberstufe gültige Scheine zu erwerben, oder in Stufe 9 ein vertiefendes Praktikum zum Thema Technische Informatik im Bereich SPS-Steuerungen mit Siemens Simatic zu absolvieren.

#### Sozialwerk
Eine Einrichtung des Gymnasiums war das angegliederte Sozialwerk, das seine Ursprünge im ehemaligen Mädchen-Gymnasium hat. Seit 1960 wurden Spendenaktionen für Notleidende in der ganzen Welt durchgeführt. Diese Aktionen wurden seit 1967 durch einen jährlich stattfindenden Weihnachtsbasar ergänzt.

#### Schülervertretung
Die Schülervertretung ist für viele Aktivitäten zuständig, wie zum Beispiel Mottoabende, die Rosenaktion und Fußball-Turniere. Außerdem führt sie einen Kiosk für Schulbedarf und besitzt eine Musikanlage, die für verschiedene Aktivitäten eingesetzt wird und auch gemietet werden kann.

## Auszeichnungen
Das Städtische Lindengymnasium Gummersbach ist eine Europaschule in NRW.

## Bekannte ehemalige Schüler

### Gymnasium Moltkestraße Gummersbach
- Jürgen Habermas (* 1929), Philosoph und Soziologe[9]
- Hans-Ulrich Wehler (1931–2014), Historiker
- Volker Kessler (* 1962), Mathematiker und Theologe

### Gymnasium Grotenbach Gummersbach
- Jürgen Domian (* 1957), Journalist und Radiomoderator
- Hella von Sinnen (* 1959), Fernsehunterhalterin und Komikerin
- Ulrich Lemmer (* 1964), Professor im Fachbereich Optoelektronik
- Ben Bela Böhm (* 1975), Schauspieler
- Anika Klüver (* 1981), Schriftstellerin und Literaturübersetzerin
- Ole Rahmel (* 1989), Handballer[10]
- Jonathan Eisenkrätzer (* 1990), Handballer